# 世伏
世伏（せいふく、生年不詳 - 597年）は、吐谷渾の首長。

## 生涯
夸呂の子として生まれた。591年、夸呂が死去すると、世伏が後を嗣いだ。兄の子の無素を隋に派遣して、藩属を表明し、隋の皇女の降嫁を求めた。592年、隋の文帝は刑部尚書の宇文㢸を吐谷渾に派遣した。596年、世伏は隋の光化公主を妻に迎えた。世伏は公主を天后と称するよう上表したが、文帝は許さなかった。597年、国内で大乱があり、世伏は国人に殺害された。弟の伏允が後を嗣いだ。

## 参考資料
- 『隋書』西域伝
- 『北史』四夷伝下